# România la Jocurile Olimpice de vară din 1956
România la Jocurile Olimpice de vară din 1956, Melbourne, Australia și Stockholm, Suedia. 44 competitori, 33 bărbați și 11 femei, au luat parte la 35 de evenimente sportive în cadrul a 10 sporturi.

## Medaliați
| Medalie | Nume | Sport       | Probă                |
| ------- | --- | ----------- | -------------------- |
| Aur     | Nicolae Linca                                                                                                | Box         | 69 kg (semimijlocie) |
| Aur     | Leon Rotman                                                                                                  | Caiac-canoe | C1 1.000 m           |
| Aur     | Leon Rotman                                                                                                  | Caiac-canoe | C1 10.000 m          |
| Aur     | Alexe Dumitru Simion Ismailciuc                                                                              | Caiac-canoe | C2 1.000 m           |
| Aur     | Ștefan Petrescu                                                                                              | Tir         | pistol-viteză        |
| Argint  | Mircea Dobrescu                                                                                              | Box         | 51 kg (muscă)        |
| Argint  | Gheorghe Negrea                                                                                              | Box         | 81 kg (semigrea)     |
| Argint  | Olga Szabó-Orbán                                                                                             | Scrimă      | floretă feminin      |
| Bronz   | Constantin Dumitrescu                                                                                        | Box         | 63,5 kg (ușoară)     |
| Bronz   | Elena Leușteanu                                                                                              | Gimnastică  | sol                  |
| Bronz   | Francisc Horvath                                                                                             | Lupte       | 57 kg                |
| Bronz   | Elena Leușteanu Georgeta Hurmuzachi Sonia Iovan Emilia Vătășoiu-Liță Elena Mărgărit-Niculescu Elena Săcălici | Gimnastică  | echipe               |

## Atletism
Probe pe șosea și pistă
| Atlet                 | Probă         | Serie             | Serie             | Sferturi          | Sferturi          | Semifinală        | Semifinală        | Finală            | Finală            |
| Atlet                 | Probă         | Rezultat          | Loc               | Rezultat          | Loc               | Rezultat          | Loc               | Rezultat          | Loc               |
| --------------------- | ------------- | ----------------- | ----------------- | ----------------- | ----------------- | ----------------- | ----------------- | ----------------- | ----------------- |
| Ilie Savel            | 400 m         | nu a luat startul | nu a luat startul | nu a luat startul | nu a luat startul | nu a luat startul | nu a luat startul | nu a luat startul | nu a luat startul |
| Ilie Savel            | 400 m garduri | 52,2              | 2                 | N/A               | N/A               | 52,0              | 4                 | nu a avansat      | nu a avansat      |
| Dumitru Paraschivescu | 20 km marș    | N/A               | N/A               | N/A               | N/A               | N/A               | N/A               | 1:39:57,4         | 14                |
| Dumitru Paraschivescu | 50 km marș    | N/A               | N/A               | N/A               | N/A               | N/A               | N/A               | nu a terminat     | nu a terminat     |
| Ion Barbu             | 20 km marș    | N/A               | N/A               | N/A               | N/A               | N/A               | N/A               | 1:41:37,8         | 15                |
| Ion Barbu             | 50 km marș    | N/A               | N/A               | N/A               | N/A               | N/A               | N/A               | 5:08:33,6         | 10                |

Probe pe teren
| Atlet         | Probă    | Calificare | Calificare | Finală   | Finală |
| Atlet         | Probă    | Distanță   | Loc        | Distanță | Loc    |
| ------------- | -------- | ---------- | ---------- | -------- | ------ |
| Iolanda Balaș | înălțime | 1,58       | =1         | 1,67     | 5      |
| Lia Manoliu   | disc     | 43,87      | 8          | 43,90    | 9      |

## Box
| Sportiv               | Probă                 | Primul meci       | Al 2-lea meci     | Sferturi de finală | Semifinale        | Finală            | Finală |
| Sportiv               | Probă                 | Adversar Rezultat | Adversar Rezultat | Adversar Rezultat  | Adversar Rezultat | Adversar Rezultat | Loc    |
| --------------------- | --------------------- | ----------------- | ----------------- | ------------------ | ----------------- | ----------------- | ------ |
| Mircea Dobrescu       | muscă masculin        | N/A               | Bonus (PHI) C     | Perez (USA) C      | Caldwell (IRL) C  | Spinks (GBR) P    | 2      |
| Constantin Dumitrescu | ușoară masculin       | Oung (MYA) C      | Petersen (DEN) C  | Ui-Gyeong (KOR) C  | Nenci (ITA) P     | Nu a avansat      | 3      |
| Nicolae Linca         | semimijlocie masculin | Hatch (FIJ) C     | N/A               | André (RSA) C      | Gargano (GBR) C   | Tiedt (IRL) C     | 1      |
| Gheorghe Negrea       | semigrea masculin     | Vuuren (RSA) C    | N/A               | Panunzi (ITA) C    | Lucas (CHI) C     | Boyd (USA) P      | 2      |

## Caiac canoe
| Sportiv                            | Probă                 | Serie  | Serie | Finală  | Finală |
| Sportiv                            | Probă                 | Timp   | Loc   | Timp    | Loc    |
| ---------------------------------- | --------------------- | ------ | ----- | ------- | ------ |
| Leon Rotman                        | C-1 1000 m masculin   | N/A    | N/A   | 5:05,3  | 1      |
| Leon Rotman                        | C-1 10 000 m masculin | N/A    | N/A   | 56:41,0 | 1      |
| Dumitru Alexe Simion Ismailciuc    | C-2 1000 m masculin   | 4:48,1 | 1     | 4:47,4  | 1      |
| Dumitru Alexe Simion Ismailciuc    | C-2 10 000 m masculin | N/A    | N/A   | 55:51,1 | 5      |
| Mircea Anastasescu Stavru Teodorof | K-2 1000 m masculin   | 3:59,1 | 2     | 3:56,1  | 4      |

## Gimnastică
Feminin
| Sportivă            | Probă                     | Finală | Finală   | Finală           | Finală | Finală | Finală |
| Sportivă            | Probă                     | Aparat | Aparat   | Aparat           | Aparat | Total  | Loc    |
| Sportivă            | Probă                     | Sol    | Sărituri | Paralele inegale | Bârnă  | Total  | Loc    |
| ------------------- | ------------------------- | ------ | -------- | ---------------- | ------ | ------ | ------ |
| Elena Leușteanu     | individual compus         | 18,700 | 18,633   | 18,533           | 18,500 | 74,366 | =4     |
| Elena Leușteanu     | echipe                    | 18,700 | 18,633   | 18,533           | 18,500 | 74,366 | 3      |
| Elena Leușteanu     | sol                       | 18,700 | N/A      | N/A              | N/A    | 18,700 | 3      |
| Elena Leușteanu     | sărituri                  | N/A    | 18,633   | N/A              | N/A    | 18,633 | 6      |
| Elena Leușteanu     | paralele inegale          | N/A    | N/A      | 18,533           | N/A    | 18,533 | =10    |
| Elena Leușteanu     | bârnă                     | N/A    | N/A      | N/A              | 18,500 | 18,500 | 6      |
| Elena Leușteanu     | echipe, obiecte portative | N/A    | N/A      | N/A              | N/A    | 73,40  | 5      |
| Sonia Inovan        | individual compus         | 18,200 | 18,266   | 18,166           | 18,266 | 72,900 | =14    |
| Sonia Inovan        | echipe                    | 18,200 | 18,266   | 18,166           | 18,266 | 72,900 | 3      |
| Sonia Inovan        | sol                       | 18,200 | N/A      | N/A              | N/A    | 18,200 | =20    |
| Sonia Inovan        | sărituri                  | N/A    | 18,266   | N/A              | N/A    | 18,266 | =13    |
| Sonia Inovan        | paralele inegale          | N/A    | N/A      | 18,166           | N/A    | 18,166 | =22    |
| Sonia Inovan        | bârnă                     | N/A    | N/A      | N/A              | 18,266 | 18,266 | 11     |
| Sonia Inovan        | echipe, obiecte portative | N/A    | N/A      | N/A              | N/A    | 73,40  | 5      |
| Georgeta Hurmuzachi | individual compus         | 18,433 | 18,266   | 18,266           | 17,766 | 72,733 | 16     |
| Georgeta Hurmuzachi | echipe                    | 18,433 | 18,266   | 18,266           | 17,766 | 72,733 | 3      |
| Georgeta Hurmuzachi | sol                       | 18,433 | N/A      | N/A              | N/A    | 18,433 | =11    |
| Georgeta Hurmuzachi | sărituri                  | N/A    | 18,266   | N/A              | N/A    | 18,266 | =13    |
| Georgeta Hurmuzachi | paralele inegale          | N/A    | N/A      | 18,266           | N/A    | 18,266 | =18    |
| Georgeta Hurmuzachi | bârnă                     | N/A    | N/A      | N/A              | 17,766 | 17,766 | 29     |
| Georgeta Hurmuzachi | echipe, obiecte portative | N/A    | N/A      | N/A              | N/A    | 73,40  | 5      |
| Emilia Vătășoiu     | individual compus         | 17,700 | 18,066   | 18,100           | 18,233 | 72,100 | 20     |
| Emilia Vătășoiu     | echipe                    | 17,700 | 18,066   | 18,100           | 18,233 | 72,100 | 3      |
| Emilia Vătășoiu     | sol                       | 17,700 | N/A      | N/A              | N/A    | 17,700 | 50     |
| Emilia Vătășoiu     | sărituri                  | N/A    | 18,066   | N/A              | N/A    | 18,066 | =30    |
| Emilia Vătășoiu     | paralele inegale          | N/A    | N/A      | 18,100           | N/A    | 18,100 | 26     |
| Emilia Vătășoiu     | bârnă                     | N/A    | N/A      | N/A              | 18,233 | 18,233 | 12     |
| Emilia Vătășoiu     | echipe, obiecte portative | N/A    | N/A      | N/A              | N/A    | 73,40  | 5      |
| Elena Mărgărit      | individual compus         | 18,333 | 18,133   | 17,933           | 17,633 | 72,033 | =21    |
| Elena Mărgărit      | echipe                    | 18,333 | 18,133   | 17,933           | 17,633 | 72,033 | 3      |
| Elena Mărgărit      | sol                       | 18,333 | N/A      | N/A              | N/A    | 18,333 | 17     |
| Elena Mărgărit      | sărituri                  | N/A    | 18,133   | N/A              | N/A    | 18,133 | =23    |
| Elena Mărgărit      | paralele inegale          | N/A    | N/A      | 17,933           | N/A    | 17,933 | =29    |
| Elena Mărgărit      | bârnă                     | N/A    | N/A      | N/A              | 17,633 | 17,633 | =30    |
| Elena Mărgărit      | echipe, obiecte portative | N/A    | N/A      | N/A              | N/A    | 73,40  | 5      |
| Elena Săcălici      | individual compus         | 18,100 | 18,100   | 17,933           | 17,300 | 71,433 | 30     |
| Elena Săcălici      | echipe                    | 18,100 | 18,100   | 17,933           | 17,300 | 71,433 | 3      |
| Elena Săcălici      | sol                       | 18,100 | N/A      | N/A              | N/A    | 18,100 | =30    |
| Elena Săcălici      | sărituri                  | N/A    | 18,100   | N/A              | N/A    | 18,100 | =27    |
| Elena Săcălici      | paralele inegale          | N/A    | N/A      | 17,933           | N/A    | 17,933 | =29    |
| Elena Săcălici      | bârnă                     | N/A    | N/A      | N/A              | 17,300 | 17,300 | =44    |
| Elena Săcălici      | echipe, obiecte portative | N/A    | N/A      | N/A              | N/A    | 73,40  | 5      |

## Lupte
Masculin greco-roman
| Sportiv            | Probă  | Primul meci          | Al 2-lea meci       | Al 3-lea meci         | Al 4-lea meci        | Al 5-lea meci        | Finală            | Loc |
| Sportiv            | Probă  | Adversar Rezultat    | Adversar Rezultat   | Adversar Rezultat     | Adversar Rezultat    | Adversar Rezultat    | Adversar Rezultat | Loc |
| ------------------ | ------ | -------------------- | ------------------- | --------------------- | -------------------- | -------------------- | ----------------- | --- |
| Dumitru Pîrvulescu | muscă  | Soloviov (URS) P 1–2 | N/A                 | Johansson (SWE) C 3–0 | Fabra (ITA) P 0–3    | N/A                  | Nu a avansat      | 4   |
| Francisc Horvath   | cocoș  | Vârupaev (URS) C 2–1 | Sweeney (AUS) C 3–0 | Nykänen (FIN) C 2–1   | Kämmerer (EUA) C 3–0 | Vesterby (SWE) P 1–2 | Nu a avansat      | 3   |
| Ion Popescu        | pană   | Rice (USA) C 3–0     | Trippa (ITA) P 0–3  | Polyák (HUN) P 0–3    | Nu a avansat         | Nu a avansat         | Nu a avansat      |     |
| Dumitru Gheorghe   | ușoară | Tóth (HUN) P cădere  | Rolón (ARG) C 3–0   | Doğan (TUR) P 0–3     | Nu a avansat         | Nu a avansat         | Nu a avansat      | 6   |

## Natație
| Sportiv           | Probă                  | Serie  | Serie | Finală       | Finală |
| Sportiv           | Probă                  | Timp   | Loc   | Timp         | Loc    |
| ----------------- | ---------------------- | ------ | ----- | ------------ | ------ |
| Alexandru Popescu | 200 m fluture masculin | 2:29,9 | 3     | 2:31,0       | 8      |
| Maria Both        | 100 m spate feminin    | 1:15,8 | 2     | Nu a avansat | 12     |

## Pentatlon modern
| Sportiv           | Probă               | Echitație | Echitație | Scrimă  | Scrimă | Tir    | Tir | Natație | Natație | Alergare | Alergare | Total   | Loc |
| Sportiv           | Probă               | Puncte    | Loc       | Puncte  | Loc    | Puncte | Loc | Puncte  | Loc     | Puncte   | Loc      | Total   | Loc |
| ----------------- | ------------------- | --------- | --------- | ------- | ------ | ------ | --- | ------- | ------- | -------- | -------- | ------- | --- |
| Cornel Vena       | individual masculin | 442,5     | 22        | 1.111,0 | 1      | 740,0  | 23  | 750,0   | 30      | 1.030,0  | 17       | 4.073,5 | 14  |
| Cornel Vena       | echipe              | 442,5     | 22        | 1.111,0 | 1      | 740,0  | 23  | 750,0   | 30      | 1.030,0  | 17       | 4.073,5 | 6   |
| Dumitru Țintea    | individual masculin | 717,5     | 16        | 667,0   | =17    | 780,0  | =16 | 815,0   | 22      | 718,0    | 31       | 3.697,5 | 20  |
| Dumitru Țintea    | echipe              | 717,5     | 16        | 667,0   | =17    | 780,0  | =16 | 815,0   | 22      | 718,0    | 31       | 3.697,5 | 6   |
| Victor Teodorescu | individual masculin | 0         | 35        | 741,0   | =11    | 640,0  | =28 | 630,0   | 34      | 1.156,0  | 9        | 3,167,0 | 30  |
| Victor Teodorescu | echipe              | 0         | 35        | 741,0   | =11    | 640,0  | =28 | 630,0   | 34      | 1.156,0  | 9        | 3,167,0 | 6   |

## Polo pe apă
Echipa
| - Alexandru Marinescu - Zoltan Hospodar - Aurel Zahan - Gavril Nagy - Francisc Șimon - Ivan Bordi - Alexandru Szabo - Alexandru Bădiță - Iosif Deutsch | - Alexandru Popescu (r) - I. Tothpal (r) |

| Echipă  | Probă            | Runda preliminară | Runda preliminară | Runda preliminară | Locurile 7-10      | Locurile 7-10    | Locurile 7-10 | Runda finală  | Runda finală  | Runda finală  | Runda finală  | Runda finală  |
| Echipă  | Probă            | Adversar Scor     | Adversar Scor     | Adversar Scor     | Adversar Scor      | Adversar Scor    | Loc           | Adversar Scor | Adversar Scor | Adversar Scor | Adversar Scor | Adversar Scor |
| ------- | ---------------- | ----------------- | ----------------- | ----------------- | ------------------ | ---------------- | ------------- | ------------- | ------------- | ------------- | ------------- | ------------- |
| România | Turneul masculin | Australia C 4-2   | URSS P 3-4        | Iugoslavia P 2-3  | Regatul Unit P 2-5 | Singapore C 15-1 | 8             | Nu a avansat  | Nu a avansat  | Nu a avansat  | Nu a avansat  | Nu a avansat  |

## Scrimă
Două scrimere au participat.
Floretă feminin
- Olga Szabo-Orban:  Argint
- Ecaterina Orb-Lazăr: eliminată în primul tur

## Tir
Ștefan Petrescu a câștigat medalia de aur la pistol viteză. În aceeași probă românul Gheorghe Lichiardopol și finlandezul Pentti Linnosvuo s-au aflat la egalitate de puncte. Gheorghe Lichiardopol a obținut medalia de bronz după susținerea unui baraj.
| Sportiv               | Probă              | Prima rundă | Runda a 2-a | Total  | Total |
| Sportiv               | Probă              | Puncte      | Puncte      | Puncte | Loc   |
| --------------------- | ------------------ | ----------- | ----------- | ------ | ----- |
| Ștefan Petrescu       | pistol viteză 25 m | 294         | 293         | 587    | 1     |
| Gheorghe Lichiardopol | pistol viteză 25 m | 294         | 287         | 581    | 3     |

| Sportiv              | Probă                                     | Culcat | În genunchi | În picioare | Total  | Total |
| Sportiv              | Probă                                     | Puncte | Puncte      | Puncte      | Puncte | Loc   |
| -------------------- | ----------------------------------------- | ------ | ----------- | ----------- | ------ | ----- |
| Iosif Sîrbu          | armă liberă calibru redus 50 m, 3 poziții | 397    | 392         | 368         | 1.157  | 7     |
| Constantin Antonescu | armă liberă calibru redus 50 m, 3 poziții | 394    | 368         | 385         | 1.147  | 18    |
| Constantin Antonescu | pușcă liberă 300 m, 3 poziții             | 386    | 374         | 341         | 1.101  | 5     |

| Sportiv              | Probă                                  | Prima rundă | Runda a 2-a | Runda a 3-a | Runda a 4-a | Runda a 5-a | Runda a 6-a | Total  | Total |
| Sportiv              | Probă                                  | Puncte      | Puncte      | Puncte      | Puncte      | Puncte      | Puncte      | Puncte | Loc   |
| -------------------- | -------------------------------------- | ----------- | ----------- | ----------- | ----------- | ----------- | ----------- | ------ | ----- |
| Iosif Sîrbu          | armă liberă calibru redus 50 m, culcat | 100         | 100         | 100         | 98          | 100         | 100         | 598    | 5     |
| Constantin Antonescu | armă liberă calibru redus 50 m, culcat | 100         | 100         | 98          | 99          | 100         | 99          | 596    | 9     |

## Legături externe
- Echipa olimpică a României Arhivat în 5 noiembrie 2021, la Wayback Machine. la Comitetul Olimpic si Sportiv Român
- en  Romania at the 1956 Summer Olympics la Olympedia.org